# Deverra battandieri
Deverra battandieri là một loài thực vật có hoa trong họ Hoa tán. Loài này được (Maire) Podlech mô tả khoa học đầu tiên năm 1981.